# No Mercy (2008)
No Mercy (2008) — одиннадцатое в истории шоу No Mercy, PPV-шоу, производства американского рестлинг-промоушна World Wrestling Entertainment (WWE). Шоу прошло 5 октября 2008 года в «Роуз-гардене» в Портленде, Орегон, США. Во время шоу прошло 7 матчей.

## Результаты
| PreShow                          | Colons (Карлито и Примо) победили Джона Моррисона и Миза    | Командный матч                                                                      | N/А   |
| 1                                | Мэтт Харди (с) победил Марка Хенри (с Тони Атласом)         | Одиночный матч за титул чемпиона ECW                                                | 08:08 |
| 2                                | Бет Финикс (с) (со Сантино Мареллой) победила Кэндис Мишель | Одиночный матч за титул чемпионки женщин WWE                                        | 04:40 |
| 3                                | Рей Мистерио победил Кейна по дисквалификации               | Одиночный матч; если Мистерио проиграет, он должен снять маску                      | 10:10 |
| 4                                | Батиста победил Джона «Брэдшоу» Лэйфилда                    | Одиночный матч за право быть претендентом № 1 за титул чемпиона мира в тяжёлом весе | 05:18 |
| 5                                | Биг Шоу победил Гробовщика нокаутом                         | Одиночный матч                                                                      | 10:04 |
| 6                                | Triple H (с) победил Джеффа Харди                           | Одиночный матч за титул чемпиона WWE                                                | 17:02 |
| 7                                | Крис Джерико (с) победил Шона Майклза                       | Матч с лестницами за титул чемпиона мира в тяжёлом весе                             | 22:20 |
| (c) — чемпион на момент поединка |                                                             |                                                                                     |       |